# Natja Brunckhorst
Natja Brunckhorst, född 26 september 1966 i Berlin, är en tysk skådespelare. Hon fick sitt genombrott med filmen Vi barn från Bahnhof Zoo från 1981 och hon var då 14 år när hon var med i den filmen. Efter filmens framgång drog hon sig bort från offentligheten och bosatte sig i Storbritannien där hon också gick i skola. Därefter var hon en kort tid bosatt i Paris innan hon återvände till Tyskland 1987 och gick en tid i scenskola i Bochum. Hon har därefter varit med i ett antal filmer eller varit med på TV.